# Grønlandske kap og forbjerge
Dette er en liste over grønlandske kap og forbjerge.
- Kap Alexander, det vestligste kap.
- Kap Atholl på Grønlands nordvestkyst.
- Kap Brewster på Grønlands sydøstkyst.
- Kap Dalton på Grønlands sydøstkyst.
- Kap Dan (eller Kulusuk) på Grønlands sydøstkyst.
- Kap Farvel (eller Nunap Isua), det sydligste kap.
- Kap Jackson på den nordlige kyst.
- Kap Gustav Holm på Grønlands sydøstkyst.
- Kap Morris Jesup, det nordligste kap.
- Kap York på Grønlands nordvestkyst.
- Nordostrundingen på Grønlands nordøstkyst.